# Wzgórza Olech
Wzgórza Olech (ang. Olech Hills) – wzgórza w południowej części Wyspy Króla Jerzego, ciągnące się wzdłuż zachodnich wybrzeży Sherrat Bay na północ od przylądka Three Sisters Point.
Wzgórza zostały nazwane na cześć prof. Marii Olech, uczestniczki kilku polskich ekspedycji polarnych do Polskiej Stacji Antarktycznej im. H. Arctowskiego.